# Георг Филип фон Грайфенклау цу Фолрадс
Георг Филип фон Грайфенклау цу Фолрадс (на немски: Georg Philipp Freiherr von Greiffenclau zu Vollrads; Georg Philipp Freiherr Greiffenclau fon Volrads; * 20 август 1620; † 6 юли 1689, Фолрадс, днес в Оещрих-Винкел) от стария благороднически род Грайфенклау в Рейнгау в днешен Хесен, е фрайхер на Фолрадс в Рейнгау, оберамтман на Курфюрство Майнц в Кьонигщайн им Таунус.

## Биография
Фамилията Грайфенклау е една от най-старите фамилии в Европа, служи като „министериали“ при Карл Велики. Фамилията е прочута с нейните лозя и правене на вино. От 1320 до 1997 г. дворецът Фолрадс е главната резиденция на фамилията. През 1664 г. фамилията е издигната на имперски фрайхер и от 1674 г. имат титлата наследствен трусес на Курфюрство Майнц.
Георг Филип е син на фрайхер Хайнрих Грайфенклау фон Фолрадс (1577 – 1638), губернатор на Фалай на Рейн, и съпругата му Анна Мария цу Елтц (1575 – 1640), вдовица на Волф Улрих Улнер фон Дибург († 1600), дъщеря на Каспар цу Елтц (1549 – 1619) и Урсула фон Керпен (1557 – 1602). Сестра му Мария Урсула фон Грайфенклау цу Фолрадс (1612 – 1682) е омъжена на 19 ноември 1635 г. за Филип Ервайн фон Шьонборн (1607 – 1668), и е майка на Лотар Франц фон Шьонборн, княжески епископ на Бамберг (1693 – 1729), курфюрст и архиепископ на Майнц (1695 – 1729).
Племенник е на Георг Фридрих фон Грайфенклау цу Фолрадс, княжески епископ на Вормс (1616 – 1629) и курфюрст-архиепископ на Курфюрство Майнц (1626 – 1629) и ерцканцлер на Свещената Римска империя. Роднина е на Рихард фон Грайфенклау цу Фолрадс, архиепископ и курфюрст на Трир (1511 – 1531), и на Йохан IV Лудвиг фон Хаген, курфюрст и архиепископ на Трир (1540 – 1547).
През 1646 г. Георг Филип започва служба в Курфюрство Майнц. През 1656 г. става оберамтсман на Кьонигщайн им Таунус. На тази служба той е 26 години. На 23 април 1682 г. той моли да бъде освободен от курфюрст Анселм Франц фон Ингелхайм, архиепископ на Майнц. Остатъкът от живота си Георг Филип се грижи за фамилниото рицарско имение в Рейнгау.

## Фамилия
Първи брак: на 20 август 1650 г. с Розина фон Оберщайн (* 1623; † 20 май 1658). Те имат 8 деца (двама сина и шест дъщери):
- Мария Анна Шарлота (1651 – 165?)
- Йохан Филип фон Грайфенклау цу Фолрадс (* 13 февруари 1652, Аморбах; † 3 август 1719, Вюрцбург), фрайхер на Грайфенклау цу Фолрадс и княжески епископ на Вюрцбург (1699 – 1719)
- Анна Урсула Грайфенклау цу Фолрадс (* 15 март 1653; † 9 юли 1673), омъжена за Леополд Вилхелм фон Щадион (* 1643; † 1677/7 ноември 1673)
- Елизабет Хелена (* 14 май 1654; † 30 април/май 1722)
- Мария Регина (* 16 юли 1655; † 21 март 1686)
- Анна Маргарета (* 27 юли 1656 – ?)
- София Мария Августа (1657 – ?)
- Йохан Годфрид (1658 – 166?)

Втори брак: на 19 ноември 1659 г. с Анна Маргарета фон Бузек († 8 декември 1696), дъщеря на Хенрих Райнхард фон Бузек († пр. 1641) и Анна Елизабет фон Райнберг († 1645). Те имат 18 деца (12 сина и 6 дъщери):
- Фридрих (1660 – 1660)
- Ева Катарина (1661 – 1665)
- Йохан Филип (1662 – 166?)
- Йохан Ервайн фон Грайфенклау цу Фолрадс (* 19 февруари 1663, Кьонигщайн им Таунус; † 1 март 1727, Майнц), фрайхер на Грайфенклау-Фолрадс-Фридберг, женен I. на 29 юни 1688 г. за фрайин Анна Лиоба фон Зикинген (* 1666, Майнц; † 12 септември 1704, Майнц), II. за Мария Катарина Котвитц фон Ауленбах († 27 октомври 1715), III. за Мария Анна Валдбот фон Басенхайм († 5 март 1719), IV. за Мария Доротея фон Франкенщайн (* ок. 1693; † 9 януари 1756)
- Йохан Франц (1664 – 166?)
- Мария Клара (* 30 март 1665 – ?)
- Франц Фридрих фон Грайфенклау и Фолрадс (* 22 ноември 1666; † 24 октомври 1729, Бамберг), фрайхер
- Лудвиг Ернст (1667 – 166?)
- Мария Розина (1668 – 1668)
- Мария Розина Грайфенклау фон Фолрадс (* 20 март 1669; † 5 август 1708), омъжена за граф Кристоф Ернст Фукс фон Бимбах и Дорнхайм (* 3 януари 1664; † 5 януари 1719)
- Анна Елизабет (1670 – 167?)
- Йохан Вилхелм (1671 – 167?)
- Кристоф Хайнрих Грайфенклау фон Фолрадс (* 21 март 1672; † 5 юли 1727, Вюрцбург), фрайхер
- Волфганг Хайнрих (1673 – ?)
- Йохан Дитрих (1674 – 167?)
- Карл Антон (1675 – 167?)
- Йохан Лотар (1676 – 167?)
- Франц Хайнрих (1677 – 167?)